# 7e régiment de cavalerie (États-Unis)
Le 7e régiment de cavalerie (États-Unis) a été créé en 1866. Il a participé aux guerres indiennes, a été envoyé sur le front du Pacifique pendant la Seconde Guerre mondiale puis au Viêt Nam pendant la guerre froide.

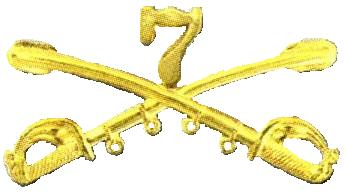
Insigne du 7e régiment de cavalerie (US)

## Histoire

### Guerres indiennes
La création du 7e régiment de cavalerie des États-Unis est décidée le 28 juillet 1866. Il est ensuite formé le 21 septembre 1866 à Fort Riley, Kansas. En effet, la fin de la guerre civile a entraîné la démobilisation des volontaires et des appelés : le 7e de cavalerie participe alors de l'augmentation des effectifs dont a besoin l'armée régulière américaine.

Comme tous les régiments de cavalerie après la guerre civile, le 7e de cavalerie comprend 12 compagnies. Chaque homme est équipé d'un revolver de calibre .45, le Colt Single Action Army (ce revolver équipa les unités de cavalerie à partir de septembre 1873), et d'une carabine à un coup manufacturée par Springfield, d'abord en calibre .50-70 jusqu'en 1870, puis en calibre .45-70 jusqu'en 1892. Les sabres, même si prévus dans la dotation, n'ont pas été utilisés pendant les campagnes militaires. 

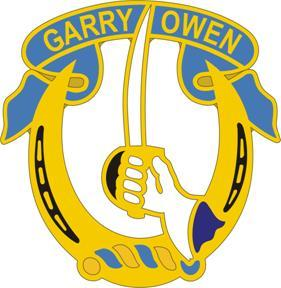
Insigne distinctif du 7e régiment de cavalerie (US)

Pendant cette période, le 7e est par ailleurs le seul régiment de cavalerie à être doté d'une fanfare, à l'instar des régiments d'infanterie. L'hymne irlandais Garryowen (en) devient rapidement le morceau le plus joué par cette formation musicale, d'où le surnom attribué aux soldats du 7e de cavalerie au sein de l'armée régulière américaine.
De 1866 à 1871, le régiment est basé à Fort Riley et participe aux guerres indiennes, notamment lors de la bataille de la Washita en 1868. De 1871 à 1873, le 7e de cavalerie est affecté à des missions de police dans le sud des États-Unis afin de veiller au respect des quatre lois sur la reconstruction votées par le Congrès après la guerre de Sécession. La moitié du régiment poursuit ces tâches de police de 1874 à 1876. Entretemps, la garnison du 7e de cavalerie a été réaffectée au Fort Abraham Lincoln, dans le territoire du Dakota. De là, le régiment effectue en 1874 une mission de reconnaissance des Black Hills. De l'or est découvert dans ces montagnes, ce qui se traduit rapidement par une ruée vers l'or en violation du traité de Fort Laramie conclu avec les Sioux Lakotas : en 1876 débute ainsi la guerre des Black Hills. Lors de la bataille de Little Big Horn, le 25 juin 1876, les cinq compagnies du lieutenant-colonel George Armstrong Custer sont anéanties. 
Le 29 décembre 1890, le 7e de cavalerie commet un massacre à Wounded Knee Creek, tuant environ 300 Indiens sioux, hommes, femmes et enfants, ainsi que leur chef Big Foot. Cet acte marque la fin des guerres indiennes.

### Jusqu'à la Seconde Guerre mondiale
Avant le déclenchement de la Seconde Guerre mondiale, le 7e régiment de cavalerie constitue la première et unique formation blindée de l'armée américaine. Elle est commandée entre 1938 et 1940 par Adna Romanza Chaffee, pionnier de la guerre blindée aux États-Unis.

### Seconde Guerre mondiale
Pendant la Seconde Guerre mondiale, le 7e régiment de cavalerie stationne d'abord brièvement en Australie en 1943 puis participe à la campagne de libération de la Nouvelle-Guinée, de l'archipel Bismarck et des Philippines.
Le 7e régiment de cavalerie devait prendre part à l'invasion américaine du Japon mais celui-ci capitule avant qu'elle ne soit lancée. Le 7e a ensuite participé à l'occupation de l'archipel après sa capitulation.

### Guerre de Corée
Le 7e régiment de cavalerie, devenu une unité de cavalerie blindée américaine, participe à la guerre de Corée en utilisant notamment des chars d'assaut M26 Pershing. Le régiment serait impliqué dans le massacre de réfugiés susceptibles de compter parmi eux des agents communistes à No Gun Ri (un village au centre de l'actuelle Corée du Sud) en septembre 1950.

### Guerre du Vietnam
Après la guerre de Corée, le 7e régiment de cavalerie est utilisé principalement dans des missions de reconnaissance. Les 1er, 2e et 5e bataillons participent à la guerre du Vietnam. Le 1er juillet 1965, le 7e de cavalerie devient héliporté.

### Guerre du Golfe (1990-1991)
Les premier et quatrième escadrons du 7e régiment de cavalerie ont participé à la guerre du Golfe.

### Guerre d'Irak (2003-2011)
Le premier escadron est déployé du 1er avril 2004 au 1er avril 2005 en Irak dans le cadre de l'opération liberté irakienne.

## Culture populaire
- Le 7e régiment de cavalerie est l'une des factions présente dans le jeu BioShock Infinite